# Scroll Lock

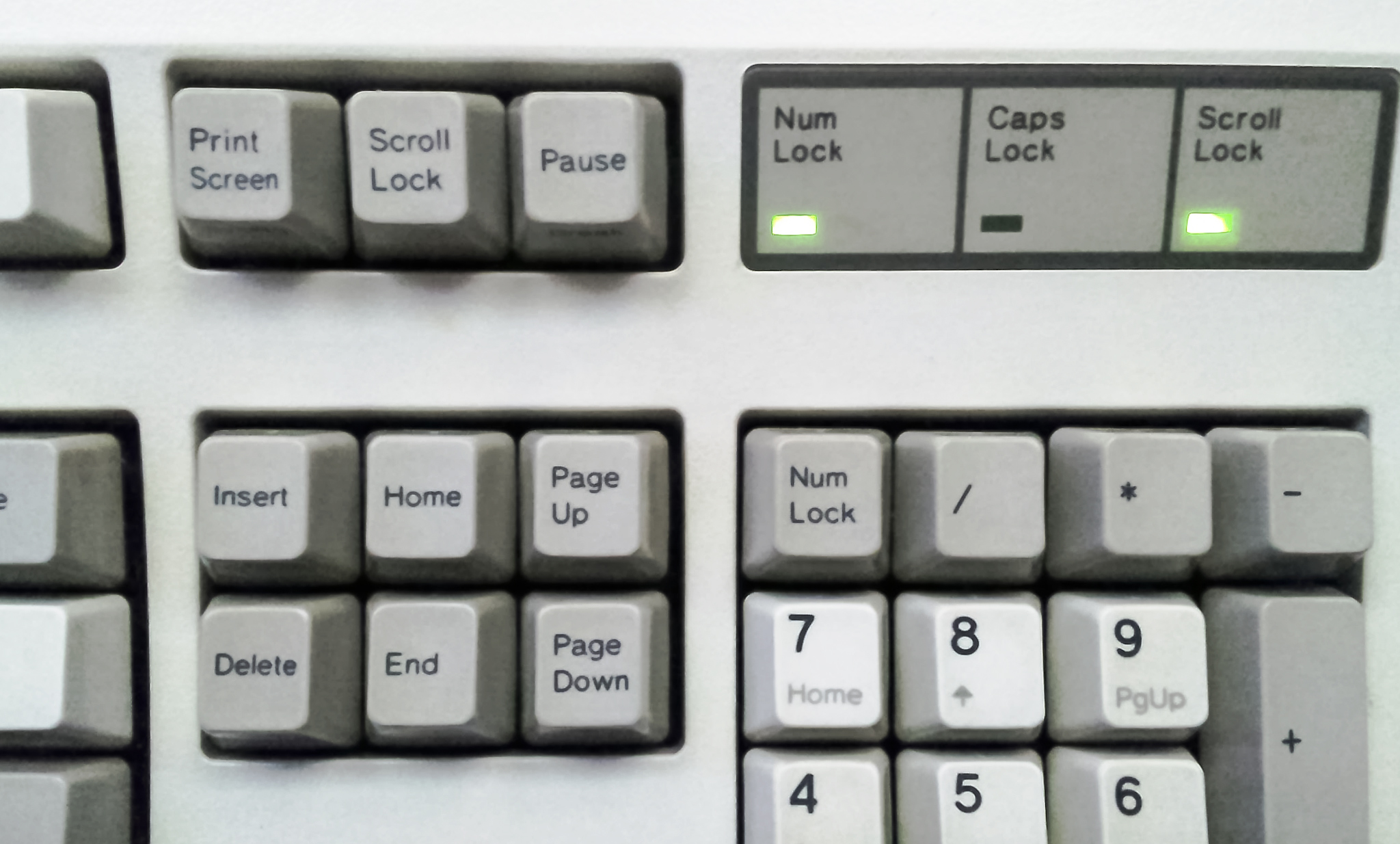
Положення клавіші Scroll Lock з світловим індикатором на клавіатурі

Scroll Lock — клавіша на комп'ютерній клавіатурі, призначена для зміни поведінки клавіш курсору (початкова функція). Коли режим Scroll Lock ввімкнено, клавіші курсору виконують функцію пересування екрану (вгору, вниз, вліво, вправо), а коли вимкнено — зміну положення курсору. Зазвичай індикацією ввімкнення режиму слугує один з трьох світлодіодів на клавіатурі.

## Функції
Функції клавіші залежать від програмного забезпечення.
Наприклад, у Microsoft Excel Scroll Lock використовується для ввімкнення режиму прокручування документу клавішами керування курсором. Таку ж функцію клавіша відіграє у Lotus Notes.
У консолі Linux Scroll Lock використовується для зупинки прокручування тексту.
На деяких системах індикатор Scroll Lock вказує на роботу альтернативної розкладки клавіатури, наприклад, української — незалежно від того, якою клавішею перемикається мова набору.
У браузері Opera клавіша використовується у сполученні з цифрами для перемикання мовних сигналів.
У FreeBSD та інших BSD клавіша використовується подібно оригінальному проекту IBM.
У портативних комп'ютерах Dell Scroll Lock використовується як Fn key. Клавішу Scroll Lock можна ввімкнути у налаштуваннях BIOS.
У MapleStory клавіша використовується для зняття скріншотів.
У багатьох електронних KVM-перемикачах подвійне натиснення Scroll Lock активує режим керування перемикачем.

## Історія
Клавіша Scroll Lock вперше з'явилась на 83-х клавішній клавіатурі IBM PC/XT, а також на 84-х клавішній IBM PC AT. У подальшому вона також була перенесена на «розширені» 101-клавішні клавіатури.
На оригінальних клавіатурах Macintosh не було клавіші Scroll Lock, однак вона з'явилась на «розширеній»
клавіатурі.

## Зноски
1. 1 2 3  Technical Reference (PDF). IBM. 1981. с. 3-15. Процитовано 6 лютого 2025.
2. 1 2  What’s the “Scroll Lock” key on my computer for?. The Straight Dope (англ.). 7 жовтня 2003. Процитовано 6 лютого 2025.